# أثل فلسطيني
الأَثل الفلسطيني (باللاتينية: Tamarix palaestina) نوع نباتي يتبع جنس الأثل من الفصيلة الطرفاوية.

## الموئل والانتشار
موطن الأثل الفلسطيني بلاد الشام ومصر.